# Sandra Alberti
Sandra Alberti, el nom de naixement del qual és María José de Jesús (Zamora, 1955) és una actriu i empresària espanyola establerta en Madrid.
Sandra Alberti va gaudir d'una important popularitat a la fi dels anys 70 amb títols com Niñas al salón (1977), El transexual (1977) Violación fatal (1978) o Escalofrío (1978), trobant-se algunes d'elles entre les més taquilleres del moment. La seva popularitat va fer que aparegués en portades de revistes com Interviú o Fotogramas.
Va decidir retirar-se del cinema després d'aquests èxits i dedica la seva vida a la moda.
Ha escrit una novel·la, Sinfonía del alma, publicada el 2012. Arran de la publicació del documental El enigma Nadiuska va aparèixer en alguns mitjans de comunicació denunciant les situacions d'assetjament i abús sexual que van patir moltes actriu de l'època del destape.

## Filmografia
- 1976 - La muerte ronda a Mónica. Com artista rossa a discoteca.
- 1977 - Niñas... al salón. Com Vicky.
- 1977 - El transexual. Com Loti.
- 1978 - Violación fatal. Com Elena.
- 1978 - Escalofrío. Com Berta.
- 1978 - El último guateque. Com Adriana.
- 1978 - Carne apaleada. Com reclusa rival de Lulú.
- 1979 - Historia de S
- 2015 - Vampiras in the night

## Llibres
- Sinfonía del alma.  ENDYMION, 2012.